# Walter Andrae
Walter Andrae (18 de febrero de 1875 - 28 de julio de 1956) fue un arqueólogo alemán, nacido en Anger-Crottendorf, cerca de la ciudad de Leipzig. Su hermana era la pintora Elisabeth Andrae.
Había estudiado arquitectura, pero en 1898 participó en una excavación arqueológica en Babilonia, bajo la dirección de Robert Koldewey. Posteriormente, entre 1903 y 1914, él mismo sería el director de la excavación de Aššur, la antigua capital de Asiria. Durante este período también realizó excavaciones arqueológicas en Hatra y Shuruppak.
De regreso a Alemania trabajó en el Museo de Oriente Próximo de Berlín, del que llegó a ser su director, y en la Universidad de Berlín, ambos en la misma ciudad. Durante su vida también participó en la excavación de la ciudad hitita de Sam’al. Entre sus obras más conocidas están Der wiedererstandene Asur, y su autobiografía Lebenserinnerungen Ausgräbers (Memorias de un arqueólogo).

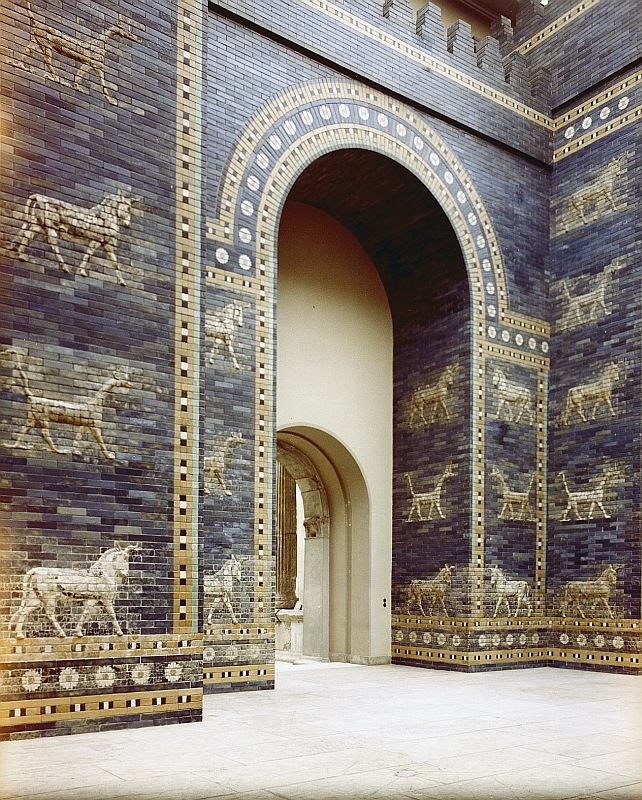
Puerta de Ishtar, reconstruida a partir de acuarelas de Walter Andrae realizadas durante las excavaciones en Babilonia entre los años 1899 y 1902.